# Borussia Verein für Bewegungspiele Neunkirchen 1980-1981
Questa voce raccoglie le informazioni riguardanti il Borussia Verein für Bewegungspiele Neunkirchen nelle competizioni ufficiali della stagione 1980-1981.

## Stagione
Nella stagione 1980-1981 il Borussia Neunkirchen, allenato da Günter Noel, concluse il campionato di 2. Bundesliga al 19º posto. In Coppa di Germania il Borussia Neunkirchen fu eliminato al primo turno dal Bayreuth.

## Rosa
| N. |                     | Ruolo | Calciatore        |
| -- | ------------------- | ----- | ----------------- |
|    | Germania (bandiera) | P     | Willi Ertz        |
|    | Germania (bandiera) | P     | Stefan Wenzel     |
|    | Germania (bandiera) | D     | Norbert Georg     |
|    | Germania (bandiera) | D     | Bernhard Käufling |
|    | Germania (bandiera) | D     | Mathias Malter    |
|    | Germania (bandiera) | D     | Matthias Pink     |
|    | Germania (bandiera) | C     | Raimund Bincsik   |
|    | Germania (bandiera) | C     | Dietmar Conrad    |
|    | Germania (bandiera) | C     | Michael Georg     |
|    | Germania (bandiera) | C     | Uwe Grub          |
|    | Germania (bandiera) | C     | Heinz Henkes      |

| N. |                     | Ruolo | Calciatore            |
| -- | ------------------- | ----- | --------------------- |
|    | Germania (bandiera) | C     | Michael Klees         |
|    | Germania (bandiera) | C     | Peter Roob            |
|    | Germania (bandiera) | C     | Bernhard Roth         |
|    | Germania (bandiera) | C     | Gerd Scheffler        |
|    | Germania (bandiera) | A     | Peter Dufresne        |
|    | Germania (bandiera) | A     | Stefan Kuntz          |
|    | Germania (bandiera) | A     | Hardy Moock           |
|    | Germania (bandiera) | A     | Stefan Recktenwald    |
|    | Germania (bandiera) | A     | Klaus-Willi Schneider |
|    | Germania (bandiera) | A     | Ralf Todzi            |

## Organigramma societario
Area tecnica
- Allenatore: Günter Noel
- Allenatore in seconda:
- Preparatore dei portieri:
- Preparatori atletici:

## Calciomercato

### Sessione estiva
| Acquisti | Acquisti       | Acquisti                        | Acquisti |
| R.       | Nome           | da                              | Modalità |
| -------- | -------------- | ------------------------------- | -------- |
| A        | Peter Dufresne | Uerdingen 05                    |          |
| A        | Stefan Kuntz   | Borussia Neunkirchen (juniores) |          |
| A        | Ralf Todzi     | FV Biberach                     |          |

| Cessioni | Cessioni            | Cessioni   | Cessioni |
| R.       | Nome                | a          | Modalità |
| -------- | ------------------- | ---------- | -------- |
| A        | Hans-Georg Wettmann | Elversberg |          |

### Sessione invernale
| Acquisti | Acquisti | Acquisti | Acquisti |
| R.       | Nome     | da       | Modalità |
| -------- | -------- | -------- | -------- |

| Cessioni | Cessioni | Cessioni | Cessioni |
| R.       | Nome     | a        | Modalità |
| -------- | -------- | -------- | -------- |

## Risultati

### 2. Bundesliga

#### Girone di andata
| Arbitro: | Föckler |

|                       |           |               |
| Grau 54’ Mörsdorf 80’ | Marcatori | 14’, 47’ Roth |

| Arbitro: | Huster |

|                    |           |              |
| Todzi 26’ Roth 58’ | Marcatori | 88’ Oehrlein |

| Arbitro: | Dahler |

|                                          |           |                    |
| Bremer 25’ Luy 39’ Hofmann 70’ Pfaff 84’ | Marcatori | 45’ Roth 67’ Todzi |

| Arbitro: | Messmer |

|                   |           |                        |
| Henkes 65’ (rig.) | Marcatori | 38’ Posniak 85’ Collet |

| Arbitro: | Röder |

|                                 |           |  |
| Bente 22’ Binder 38’ Piller 53’ | Marcatori |  |

| Arbitro: | Stelzer |

|                             |           |                     |
| Georg 42’ Henkes 55’ (rig.) | Marcatori | 52’ Grau 67’ Ludwig |

| Arbitro: | Neuner |

|                                            |           |                        |
| Förschner 49’ (rig.) Sandner 55’ Trieb 85’ | Marcatori | 41’ Todzi 70’ Dufresne |

| Arbitro: | Andres |

|           |           |           |
| Todzi 42’ | Marcatori | 75’ Sturm |

| Arbitro: | Dücker |

|                           |           |                    |
| Hermandung 32’ Zimmer 40’ | Marcatori | 28’ Roth 63’ Todzi |

| Neunkirchen 26 settembre 1980 10ª giornata | Borussia Neunkirchen | 0 – 0 referto | Waldhof Mannheim | Ellenfeldstadion (4 000 spett.)\| Arbitro: \| Dölfel \| |
| Arbitro:                                   | Dölfel               |               |                  |                                                         |

| Neunkirchen 10 ottobre 1980 11ª giornata | Borussia Neunkirchen | 0 – 0 referto | VfR Bürstadt | Ellenfeldstadion (1 500 spett.)\| Arbitro: \| Hontheim \| |
| Arbitro:                                 | Hontheim             |               |              |                                                           |

| Arbitro: | Filla |

|                                                                   |           |  |
| Nickel 26’ (rig.), 56’, 74’, 81’ (rig.) Roob 70’ (aut.) Hayer 84’ | Marcatori |  |

| Arbitro: | Niebergall |

|                                                            |           |            |
| Roth 2’ (rig.) Recktenwald 14’, 75’ Dufresne 59’ Todzi 69’ | Marcatori | 28’ Gerber |

| Arbitro: | Matheis |

|                     |           |              |
| Bein 44’ Knecht 89’ | Marcatori | 58’ Dufresne |

| Arbitro: | Aldinger |

|  |           |                              |
|  | Marcatori | 47’ Kuntze 58’, 85’ Harforth |

| Arbitro: | Brehm |

|                          |           |                         |
| Heitzer 46’ Rohrbach 84’ | Marcatori | 57’ Käufling 90’ Malter |

| Arbitro: | Dücker |

|  |           |          |
|  | Marcatori | 62’ Horn |

| Arbitro: | Jupe |

|                                                                                         |           |  |
| Metzler 30’ (rig.) Suchanek 34’, 39’ Bulut 47’, 86’ Weber 58’ Stempfle 71’ Seelmann 83’ | Marcatori |  |

| Neunkirchen 13 dicembre 1980 19ª giornata | Borussia Neunkirchen | 0 – 0 referto | Saarbrücken | Ellenfeldstadion (8 000 spett.)\| Arbitro: \| Matheis \| |
| Arbitro:                                  | Matheis              |               |             |                                                          |

#### Girone di ritorno
| Arbitro: | Klauser |

|                           |           |              |
| Roth 26’ (rig.) Georg 33’ | Marcatori | 71’ Fritsche |

| Arbitro: | Boos |

|                               |           |                 |
| Mattern 11’, 89’ Oehrlein 15’ | Marcatori | 12’ (rig.) Roth |

| Arbitro: | Correll |

|                            |           |          |
| Roth 54’ (rig.) Henkes 61’ | Marcatori | 85’ Wohl |

| Arbitro: | Scheffner |

|                    |           |  |
| Neumann 43’ (rig.) | Marcatori |  |

| Arbitro: | Schumann |

|           |           |         |
| Todzi 90’ | Marcatori | 74’ Löw |

| Arbitro: | Tritschler |

|                                 |           |  |
| Frohnapfel 31’ Sturm 68’ (rig.) | Marcatori |  |

| Arbitro: | Aldinger |

|                                   |           |           |
| Dufresne 12’, 42’ Recktenwald 41’ | Marcatori | 74’ Trieb |

| Arbitro: | Stelzer |

|                         |           |                      |
| Jakob 46’ Griesbeck 88’ | Marcatori | 15’ Malter 85’ Todzi |

| Arbitro: | Föckler |

|                         |           |                       |
| Recktenwald 9’ Grub 30’ | Marcatori | 5’ Schwarz 38’ Dahler |

| Arbitro: | Schraivogel |

|                                         |           |  |
| Respondek 9’, 41’ Sebert 35’ Bührer 65’ | Marcatori |  |

| Arbitro: | Dölfel |

|                                                 |           |               |
| Malter 15’ (aut.) Hupp 24’ Frey 45’ Stetter 52’ | Marcatori | 59’ Schneider |

| Arbitro: | Röder |

|              |           |           |
| Dufresne 29’ | Marcatori | 6’ Nickel |

| Arbitro: | Wohlfarth |

|                                   |           |                 |
| Basic 42’ Bittl 66’ Schwemmle 88’ | Marcatori | 22’ Recktenwald |

| Arbitro: | Brehm |

|  |           |                                        |
|  | Marcatori | 14’ Höfer 61’ (rig.) Franusch 90’ Bein |

| Arbitro: | Niebergall |

|                                                  |           |                              |
| Lay 22’, 33’ Schulz 28’ Ziegler 59’ Harforth 89’ | Marcatori | 10’ Recktenwald 90’ Dufresne |

| Arbitro: | Sahner |

|  |           |               |
|  | Marcatori | 81’ Schneider |

| Arbitro: | Scheffner |

|                      |           |              |
| Braun 5’ Größler 70’ | Marcatori | 10’ Käufling |

| Arbitro: | Kühne |

|                               |           |                                |
| Henkes 45’ Grub 62’ Georg 84’ | Marcatori | 20’ Metzler 28’ Orf 44’ Schaub |

| Arbitro: | Luca |

|                        |           |  |
| Traser 12’ (rig.), 86’ | Marcatori |  |

### Coppa di Germania
| Arbitro: | Dellwing |

|           |           |          |
| Georg 17’ | Marcatori | 59’ Dörr |

| Arbitro: | Röder |

|                         |           |              |
| Schmitz 7’ Hoffmann 48’ | Marcatori | 84’ Dufresne |

## Statistiche

### Statistiche di squadra
| Competizione      | Punti | In casa | In casa | In casa | In casa | In casa | In casa | In trasferta | In trasferta | In trasferta | In trasferta | In trasferta | In trasferta | Totale | Totale | Totale | Totale | Totale | Totale | DR  |
| Competizione      | Punti | G       | V       | N       | P       | Gf      | Gs      | G            | V            | N            | P            | Gf           | Gs           | G      | V      | N      | P      | Gf     | Gs     | DR  |
| ----------------- | ----- | ------- | ------- | ------- | ------- | ------- | ------- | ------------ | ------------ | ------------ | ------------ | ------------ | ------------ | ------ | ------ | ------ | ------ | ------ | ------ | --- |
| 2. Bundesliga     | 23    | 19      | 5       | 9       | 5       | 25      | 25      | 19           | 0            | 4            | 15           | 19           | 60           | 38     | 5      | 13     | 20     | 44     | 85     | -41 |
| Coppa di Germania | -     | 1       | 0       | 1       | 0       | 1       | 1       | 1            | 0            | 0            | 1            | 1            | 2            | 2      | 0      | 1      | 1      | 2      | 3      | -1  |
| Totale            | 23    | 20      | 5       | 10      | 5       | 26      | 26      | 20           | 0            | 4            | 16           | 20           | 62           | 40     | 5      | 14     | 21     | 46     | 88     | -42 |

### Andamento in campionato
| Giornata  | 1 | 2 | 3  | 4  | 5  | 6  | 7  | 8  | 9  | 10 | 11 | 12 | 13 | 14 | 15 | 16 | 17 | 18 | 19 | 20 | 21 | 22 | 23 | 24 | 25 | 26 | 27 | 28 | 29 | 30 | 31 | 32 | 33 | 34 | 35 | 36 | 37 | 38 |
| --------- | - | - | -- | -- | -- | -- | -- | -- | -- | -- | -- | -- | -- | -- | -- | -- | -- | -- | -- | -- | -- | -- | -- | -- | -- | -- | -- | -- | -- | -- | -- | -- | -- | -- | -- | -- | -- | -- |
| Luogo     | T | C | T  | C  | T  | C  | T  | C  | T  | C  | C  | T  | C  | T  | C  | T  | C  | T  | C  | C  | T  | C  | T  | C  | T  | C  | T  | C  | T  | T  | C  | T  | C  | T  | C  | T  | C  | T  |
| Risultato | N | V | P  | P  | P  | N  | P  | N  | N  | N  | N  | P  | V  | P  | P  | N  | P  | P  | N  | V  | P  | V  | P  | N  | P  | V  | N  | N  | P  | P  | N  | P  | P  | P  | P  | P  | N  | P  |
| Posizione | 6 | 4 | 11 | 13 | 17 | 17 | 16 | 16 | 16 | 17 | 16 | 18 | 15 | 18 | 18 | 19 | 20 | 20 | 20 | 19 | 20 | 19 | 19 | 19 | 19 | 18 | 17 | 17 | 17 | 18 | 17 | 17 | 17 | 19 | 20 | 20 | 19 | 19 |

Legenda:

Luogo: C = Casa; T = Trasferta. Risultato: V = Vittoria; N = Pareggio; P = Sconfitta.

### Statistiche dei giocatori
| Giocatore      | 2. Bundesliga | 2. Bundesliga | 2. Bundesliga | 2. Bundesliga | Coppa di Germania | Coppa di Germania | Coppa di Germania | Coppa di Germania | Totale   | Totale | Totale      | Totale     |
| Giocatore      | Presenze      | Reti          | Ammonizioni   | Espulsioni    | Presenze          | Reti              | Ammonizioni       | Espulsioni        | Presenze | Reti   | Ammonizioni | Espulsioni |
| -------------- | ------------- | ------------- | ------------- | ------------- | ----------------- | ----------------- | ----------------- | ----------------- | -------- | ------ | ----------- | ---------- |
| R. Bincsik     | 11            | 0             | 1             | 0             | 2                 | 0                 | 0                 | 0                 | 13       | 0      | 1           | 0          |
| D. Conrad      | 28            | 0             | 7             | 0             | 0                 | 0                 | 0                 | 0                 | 28       | 0      | 7           | 0          |
| P. Dufresne    | 27            | 7             | 3             | 0             | 2                 | 1                 | 0                 | 0                 | 29       | 8      | 3           | 0          |
| W. Ertz        | 21            | 0             | 0             | 0             | 0                 | 0                 | 0                 | 0                 | 21       | 0      | 0           | 0          |
| M. Georg       | 32            | 1             | 5             | 0             | 2                 | 0                 | 0                 | 0                 | 34       | 1      | 5           | 0          |
| N. Georg       | 35            | 2             | 2             | 0             | 2                 | 1                 | 1                 | 0                 | 37       | 3      | 3           | 0          |
| U. Grub        | 16            | 2             | 1             | 0             | 0                 | 0                 | 0                 | 0                 | 16       | 2      | 1           | 0          |
| H. Henkes      | 33            | 4             | 6             | 0             | 2                 | 0                 | 0                 | 0                 | 35       | 4      | 6           | 0          |
| M. Klees       | 36            | 0             | 2             | 0             | 1                 | 0                 | 0                 | 0                 | 37       | 0      | 2           | 0          |
| S. Kuntz       | 1             | 0             | 0             | 0             | 0                 | 0                 | 0                 | 0                 | 1        | 0      | 0           | 0          |
| B. Käufling    | 24            | 2             | 6             | 2             | 2                 | 0                 | 0                 | 0                 | 26       | 2      | 6           | 2          |
| M. Malter      | 26            | 2             | 6             | 0             | 0                 | 0                 | 0                 | 0                 | 26       | 2      | 6           | 0          |
| H. Moock       | 8             | 0             | 0             | 0             | 1                 | 0                 | 0                 | 0                 | 9        | 0      | 0           | 0          |
| M. Pink        | 28            | 0             | 2             | 0             | 2                 | 0                 | 0                 | 0                 | 30       | 0      | 2           | 0          |
| S. Recktenwald | 32            | 6             | 0             | 0             | 2                 | 0                 | 0                 | 0                 | 34       | 6      | 0           | 0          |
| P. Roob        | 27            | 0             | 5             | 0             | 2                 | 0                 | 0                 | 0                 | 29       | 0      | 5           | 0          |
| B. Roth        | 29            | 9             | 1             | 0             | 2                 | 0                 | 0                 | 0                 | 31       | 9      | 1           | 0          |
| G. Scheffler   | 11            | 0             | 2             | 2             | 0                 | 0                 | 0                 | 0                 | 11       | 0      | 2           | 2          |
| K. Schneider   | 3             | 1             | 0             | 0             | 0                 | 0                 | 0                 | 0                 | 3        | 1      | 0           | 0          |
| R. Todzi       | 36            | 8             | 2             | 0             | 2                 | 0                 | 1                 | 0                 | 38       | 8      | 3           | 0          |
| S. Wenzel      | 17            | 0             | 0             | 0             | 2                 | 0                 | 0                 | 0                 | 19       | 0      | 0           | 0          |